# Conan le Destructeur
Pour les articles homonymes, voir Conan.
Série
Conan le Barbare
(1982) Kalidor, la légende du talisman
(1985)
Pour plus de détails, voir Fiche technique et Distribution.
Conan le Destructeur (Conan the Destroyer) est un film américain réalisé par Richard Fleischer, sorti en 1984. C'est la suite de Conan le Barbare, réalisé par John Milius et sorti en 1982. Il met à nouveau en scène le personnage de Conan le Cimmérien créé par Robert E. Howard.

## Synopsis
Le puissant guerrier Conan est chargé, par la maléfique reine Taramis, d'escorter la princesse Jehnna en territoire ennemi, dans le but d'aller voler la corne du dieu Dagoth, contre la promesse de la résurrection de la femme qu'il aimait et que la mort lui a ravie. Mais Conan est dupé par Taramis, qui médite de plus noirs desseins.

## Fiche technique
Sauf indication contraire, les informations mentionnées dans cette section peuvent être confirmées par la base de données cinématographiques IMDb,  présente dans la section « Liens externes ».
- Titre original : Conan the Destroyer
- Titre français : Conan le Destructeur
- Réalisation : Richard Fleischer
- Scénario : Stanley Mann, d'après une histoire de Gerry Conway et Roy Thomas, basée sur les personnages créés par Robert E. Howard
- Musique : Basil Poledouris
- Direction artistique : José María Alarcón et Kevin Phipps
- Décors : Pier Luigi Basile
- Costumes : John Bloomfield
- Photographie : Jack Cardiff
- Montage : Frank J. Urioste
- Production : Raffaella De Laurentiis
  - Producteurs délégués : Stephen F. Kesten, Edward R. Pressman et Dino De Laurentiis
- Sociétés de production : Dino De Laurentiis Productions, Edward R. Pressman Film et Estudios Churubusco Azteca S.A.
- Sociétés de distribution : Universal Pictures (États-Unis)
- Budget : 18 000 000 dollars (estimation)
- Pays d'origine :  États-Unis
- Langue originale : anglais
- Format : couleur (Technicolor) - 35 mm - 2.35:1 - son Mono
- Genre : action, aventures, fantastique
- Durée : 103 minutes
- Dates de sortie[1] : 
  -  États-Unis : 29 juin 1984
  -  France : 29 août 1984
- Classification[2] : tous publics lors de sa sortie en salles en France

## Distribution
- Arnold Schwarzenegger (VF : Richard Darbois) : Conan
- Grace Jones (VF : Maïk Darah) : Zula
- Wilt Chamberlain (VF : Tola Koukoui) : Bombaata
- Mako (VF : Jean-Pierre Leroux) : l'enchanteur Akiro / le narrateur
- Tracey Walter (VF : Patrick Préjean) : Malak
- Sarah Douglas (VF : Evelyne Séléna) : la reine Taramis
- Olivia d'Abo (VF : Agathe Mélinand) : la princesse Jehnna
- Pat Roach (VF : Yves Barsacq) : l'homme-singe, monstre du miroir / Toth-Amon
- Bruce Fleischer : le harangueur du village
- Jeff Corey (VF : Georges Aubert) : le grand Vizir
- Sven-Ole Thorsen : Togra
- Ferdy Mayne (VF : Claude D'Yd) : le chef des adorateurs de Dagoth
- André The Giant : Dagoth
- Sandahl Bergman : Valeria (caméo - image d'archive, non créditée)

## Production

### Genèse et développement
Après le succès du premier film, le studio veut faire une suite. Cependant le réalisateur John Milius n'est pas disponible. Roger Donaldson est alors engagé. Dino De Laurentiis préfère finalement le mettre sur le projet Le Bounty (1984). John Milius suggère alors le nom de Richard Fleischer, qui a réalisé l'un de ses films préférés, Les Vikings (1958).
Une direction plus humoristique et plus familiale est voulue par le studio, après le succès triomphal de E.T., l'extra-terrestre sorti en 1982. Arnold Schwarzenegger est déçu de cela, comme il le racontera plus tard dans son autobiographie.
Le scénario est initialement écrit par Gerry Conway et Roy Thomas. Cependant, leur travail sera dilué dans les réécritures de Stanley Mann, finalement seul scénariste principal crédité au générique.

### Tournage
Le tournage se déroule de novembre 1983 à février 1984. Il a lieu au Mexique : Ciudad Juárez, les studios Churubusco, Pachuca, Samalayuca, Coahuila, Bavispe, Durango ou encore le Nevado de Toluca. Quelques scènes sont tournées à Yuma en Arizona.
La séquence de la montée du château de Toth-Amon a été réalisée avec des maquettes à échelle réduite combinée avec des parcelles de décors à échelle réelle afin d'y incruster les acteurs[réf. nécessaire].

## Accueil
Il a reçu un accueil critique mitigé, recueillant 29 % de critiques positives, avec une note moyenne de 4,4/10 et sur la base de 21 critiques collectées, sur le site agrégateur de critiques Rotten Tomatoes, mais
recueillant un score de 53 sur 100, sur 12 critiques collectées, sur le site agrégateur de critiques Metacritic .
Le film a connu un certain succès commercial, rapportant environ 31 042 000 $ au box-office en Amérique du Nord pour un budget de 18 000 000 $ (le premier film avait fait 39 565 475 $ aux États-Unis et au Canada). En France, il a réalisé 1 285 821 entrées>, alors que le premier avait fait 1,7 million d'entrées.

## Distinctions
- Nomination au prix du meilleur second rôle féminin (Grace Jones), lors de l'Académie des films de science-fiction, fantastique et horreur 1985.
- Prix de la plus mauvaise nouvelle star (Olivia d'Abo) et nomination au prix du plus mauvais second rôle féminin (Olivia d'Abo), qu'Olivia d'Abo a obtenus conjointement pour Conan le  Destructeur et Bolero lors des Razzie Awards 1985.

## Produits dérivés

### Sorties en vidéo
Le film est sorti en DVD en plusieurs éditions :
- Conan le destructeur (DVD-5 Keep Case) : sorti le 1er avril 1999 édité et distribué par Intégral Vidéo. Le ratio écran est en 2.35:1 cinémascope 4:3. L'audio est en français 1.0 Dolby Digital sans sous-titres. En supplément la bande annonce du film en VO. Il s'agit d'une édition Zone 2 Pal[12].
- Conan le destructeur (DVD-9 Keep Case) : sorti le 6 mars 2002 édité par MGM / United Artists et distribué par Fox Pathé Europa. Le ratio écran est en 2.35:1 cinémascope 16:9. L'audio est en français, allemand, italien et espagnol 2.0 Mono Dolby Ditigal et en anglais 5.1. En suppléments le commentaire audio du réalisateur, commentaires audio d'Olivia d'Abo et Tracey Walker, documentaire de 14 minutes Conan, une légende de la BD à l'écran, documentaire de 17 minutes Basil Poledouris : la saga de Conan, galerie animée de photos et galeries de bandes dessinées de Conan. Il s'agit d'une édition Zone 2 + 4 Pal[13].
- Conan le destructeur (DVD-9 Keep Case) : sorti le 21 juin 2006 édité par MGM / United Artists et distribué par Gaumont Columbia TriStar Home Vidéo. Le ratio écran est en 2.35:1 cinémascope 16:9. L'audio est en français, allemand, italien et espagnol 2.0 mono Dolby Ditigal et en anglais 5.1. En suppléments le commentaire audio du réalisateur, commentaires audio d'Olivia d'Abo et Tracey Walker, documentaire de 14 minutes Conan, une légende de la BD à l'écran, documentaire de 17 minutes Basil Poledouris : la saga de Conan, galerie animée de photos et galeries de bandes dessinées de Conan. Il s'agit d'une édition Zone 2 Pal[14].

Le Blu-ray du film est sorti le 1er février 2012, édité par MGM / United Artist et distribué par Fox Pathé Europa. Le ratio écran est en 2.35:1 panoramique 16:9 natif 1080p AVC. L'audio est en anglais 5.1 (master audio DTS HD), en français, espagnol, italien, allemand et castillan 2.0 mono. En suppléments la bande annonce, le commentaire audio du réalisateur, les commentaires audio d'Olivia d'Abo et Tracey Walter, les documentaires Basil Polédouris : la saga Conan et Conan : derrière la légende du comic book. Il s'agit d'une édition Zone A, B et C.

### Bandes dessinées
Le film a fait l'objet d'une adaptation en bande dessinée. Sortie en juin 1985 chez l'éditeur Arédit dans un format géant broché avec couverture souple plastifiée, le scénario est signé Michael Fleisher sur des dessins de John Buscema. On retrouve dans cet album un reportage sur les coulisses du film. Le livre est intitulé Conan Special no 3 : Conan le destructeur.
Par ailleurs, le scénario original de Gerry Conway et Roy Thomas, fortement remanié pour le film, sera publié en roman graphique, Conan: The Horn of Azoth, en 1990. Certains noms de personnages sont toutefois changés.

### Bande originale
La musique du film a fait l'objet d'une édition musicale sur compact disque, Conan the Destroyer: Original Motion Picture Soundtrack, édité le 10 novembre 1992 chez Varese Sarabande. Il est d'une durée de 103 minutes contenant 13 titres.

## Commentaires
- Si le premier film, réalisé par John Milius, était très centré sur Conan, ici le personnage est légèrement en recul. En effet la quête est principalement suivie par la princesse Jehnna, Conan se contentant de l'assister.
- En dehors d'Arnold Schwarzenegger, Mako est le seul autre acteur du premier film à revenir dans le même rôle, celui de l'enchanteur qui est à nouveau le conteur des aventures de Conan. Ce personnage, qui restait anonyme dans le premier film, est ici nommé, il est appelé Akiro. Sandahl Bergman réapparaît également brièvement sous les traits de Valeria en caméo dans une image extraite du premier film qui la montre sur le bûcher après sa mort. Un autre acteur du premier film revient mais cette fois dans un rôle différent, il s'agit de Sven-Ole Thorsen, il jouait Thorgrim, l'un des hommes de main de Thulsa Doom dans le premier film et joue ici Togra, un des gardes de la reine Taramis. Il était en effet très apprécié dans des rôles de méchant en raison de sa grande taille. Il est l'acteur à avoir le plus travaillé avec Arnold Schwarzenegger, les 2 acteurs ont joué dans une dizaine de films dont Conan le Barbare, Le Contrat, Predator, Running Man, Double Détente, Jumeaux, Last Action Hero, L'Effaceur, La Fin des Temps et Dommage Collatéral.
- Le double personnage de Toth-Amon / Homme-singe provient de la première aventure de Conan écrite par Robert E. Howard, intitulée Le Phénix sur l'épée. Aussi lorsque Conan tente de frapper l'homme-singe avec son épée, la lame passe à travers le monstre contrairement au roman où la lame ricoche. En revanche, l'homme-singe agonise de la même façon en s'allongeant et en se couvrant avec sa cape. À la fin, lorsque Zula retire le tissu pour inspecter ce qu'il reste au-dessous, la cape révèle alors des bris de verre contrairement au roman où elle cache une ombre noire.
- Dans ce deuxième opus réalisé par Richard Fleischer, Conan semble avoir retrouvé de l'humanité et acquiert même de l'humour. Par ailleurs, la violence et la nudité sont nettement réduites (une façon de classer le film Tous publics). Ainsi on ne voit tout au plus qu'une seule tête tranchée (le premier film en totalisait quatre dont une femme et un serpent). Néanmoins, on voit deux empalements alors que personne n'avait été empalé dans le premier film. De plus, beaucoup de personnages du film subissent des blessures sanglantes. En revanche, ce deuxième opus ne comporte aucune touche d'érotisme à l'inverse de son prédécesseur qui montrait pas moins de trois scènes d'amour.

## Projet de suite
En raison du succès mitigé de cette suite et du spin-off Kalidor, réalisé par le même Richard Fleischer et sorti l'année suivante (en 1985), Arnold Schwarzenegger, qui avait signé un contrat pour cinq films de Conan, décide de rompre son contrat. Le développement d'une franchise, voulue comme une longue saga à la manière de James Bond, est ainsi interrompu. Cependant, en 2012, alors qu'Arnold Schwarzenegger achève son second mandat de gouverneur de Californie et qu'il recommence à tourner au cinéma, Universal Pictures annonce que, à la suite de l'échec du reboot Conan sorti en 2011 avec Jason Momoa dans le rôle principal, un nouveau film verrait le jour avec le retour d'Arnold Schwarzenegger. Ce nouveau film serait une suite directe du premier film Conan le Barbare. L'intrigue devrait se dérouler une trentaine d'années après les événements de celui-ci et s'intitulerait The Legend of Conan (La Légende de Conan en français). On y verrait un Conan âgé, devenu entre-temps roi d'Aquilonie[réf. nécessaire].